# Agostino Chiodo
Agostino Chiodo (né le 16 avril 1791 à Savone et mort le 25 février 1861 dans la même ville) est un militaire italien et politique du royaume de Sardaigne sous Victor-Emmanuel II. Il est ministre de la guerre et ministre de la marine et du 21 février 1849 au 27 mars 1849, il est président du Conseil des Ministres.

## Biographie
Il a pour père  Giovan Battista (né à Savona, 5 novembre 1779 - décédé à Gênes, 3 février 1855) et est le frère de Domenico  et de Teresa De Simoni.
En 1808, Agostino Chiodo s'engage à la compagnie de Parc du Génie de Corps d'Armée désigné pour l'aménagement des structures marines de La Spezia. Ces travaux lui permet de poursuivre ses études et entrer à l'École polytechnique (X1810). Il sort, plus tard, avec le grade de sous-lieutenant. 
En 1813, il est promu au grade de lieutenant dans les armées napoléoniennes en tant qu'ingénieur militaire, et participera à la bataille de Kulm et à la défense de Dresde. 
En 1814, il retourne en Italie avec le grade de lieutenant-ingénieur dans l'armée du royaume de Sardaigne. 
En 1820, il accède au grade de capitaine. En 1822, il enseigne l'architecture civile à l'École du Corps royal du génie, puis en devient directeur en 1824. Il sera ingénieur en chef et responsable des travaux de fortifications de Gênes. En 1836, il est promu au grade de colonel. En 1837, il est membre du Conseil des ingénieurs, et en 1838, commandant en chef du Corps royal du génie. En 1844, il se voit décerner le titre et la dignité du titre de baron. 
Pendant la campagne de 1848, il est nommé commandant du Corps des Ingénieurs et par la suite promu lieutenant-général des armées. En août 1848, il est nommé chef d'état-major général. Pour ses activités lors de la campagne, il est décoré par le Roi de Sardaigne, de l'Ordre de Saint-Maurice. 
En décembre 1848, il est nommé sénateur et membre du conseil de guerre permanent consultatif. 
En février 1849, il est nommé ministre de la guerre et de la marine et du 21 février au 27 mars 1849, il est président du Conseil des ministres du royaume de Sardaigne.

## Distinctions honorifiques
Décorations italienne
- - Commandeur de l'Ordre des Saints-Maurice-et-Lazare

- 3 novembre 1848
- - Grand officier de l'Ordre des Saints-Maurice-et-Lazare

- 21 février 1856
- - Chevalier grand-croix de l'Ordre des Saints-Maurice-et-Lazare

- 3 avril 1859
- - Grand officier de l'Ordre militaire de Savoie

- 12 juin 1856
- - Médaille mauricienne

Décorations étrangères
- - Grand officier de l'Ordre national de la Légion d'honneur (France)